# Marko Pogačnik
Pour les articles homonymes, voir Pogačnik.

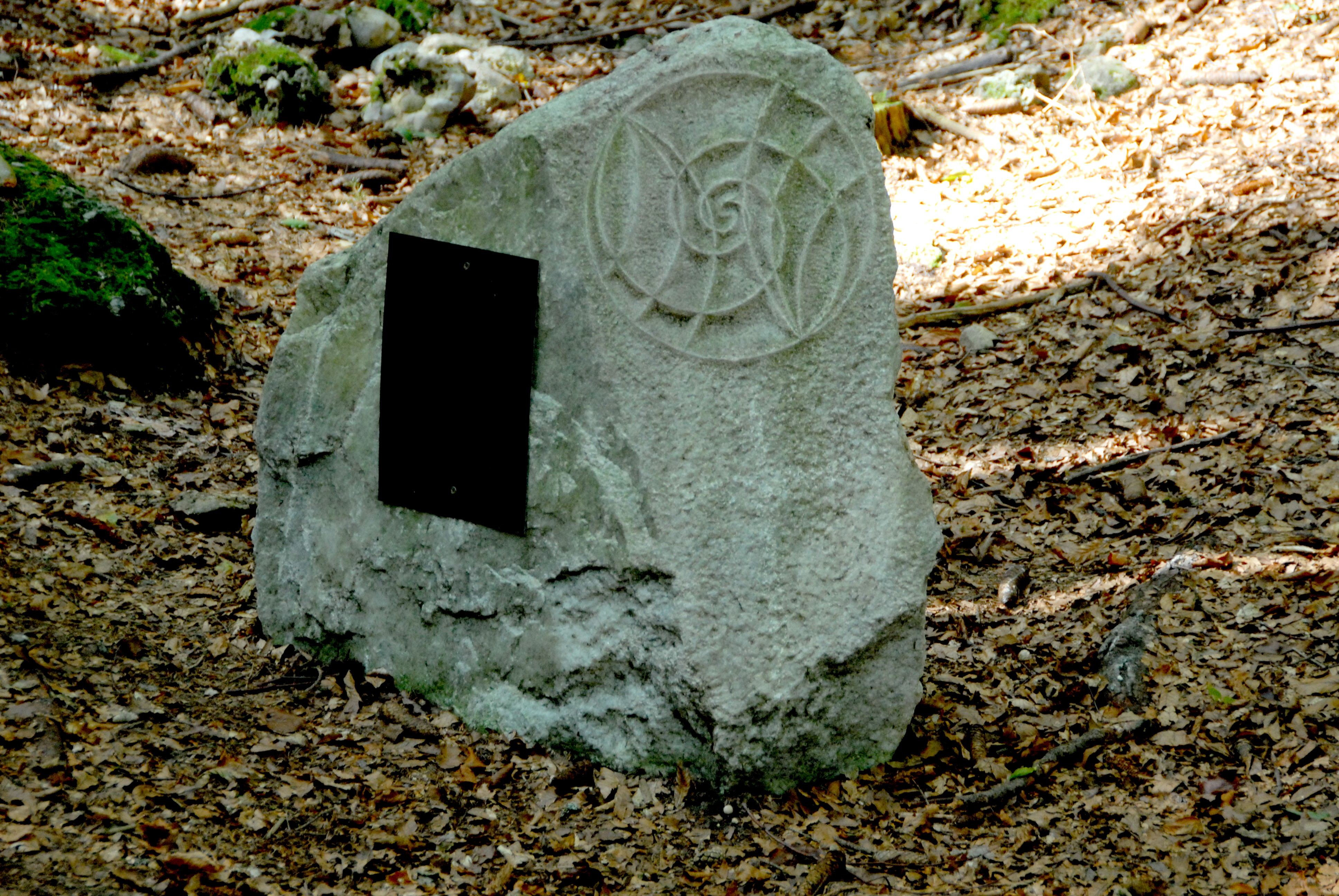
Lithopuncture portant un Cosmogramme sur un centre de forces sur le Rupertiberg, installé par Marko Pogacnik

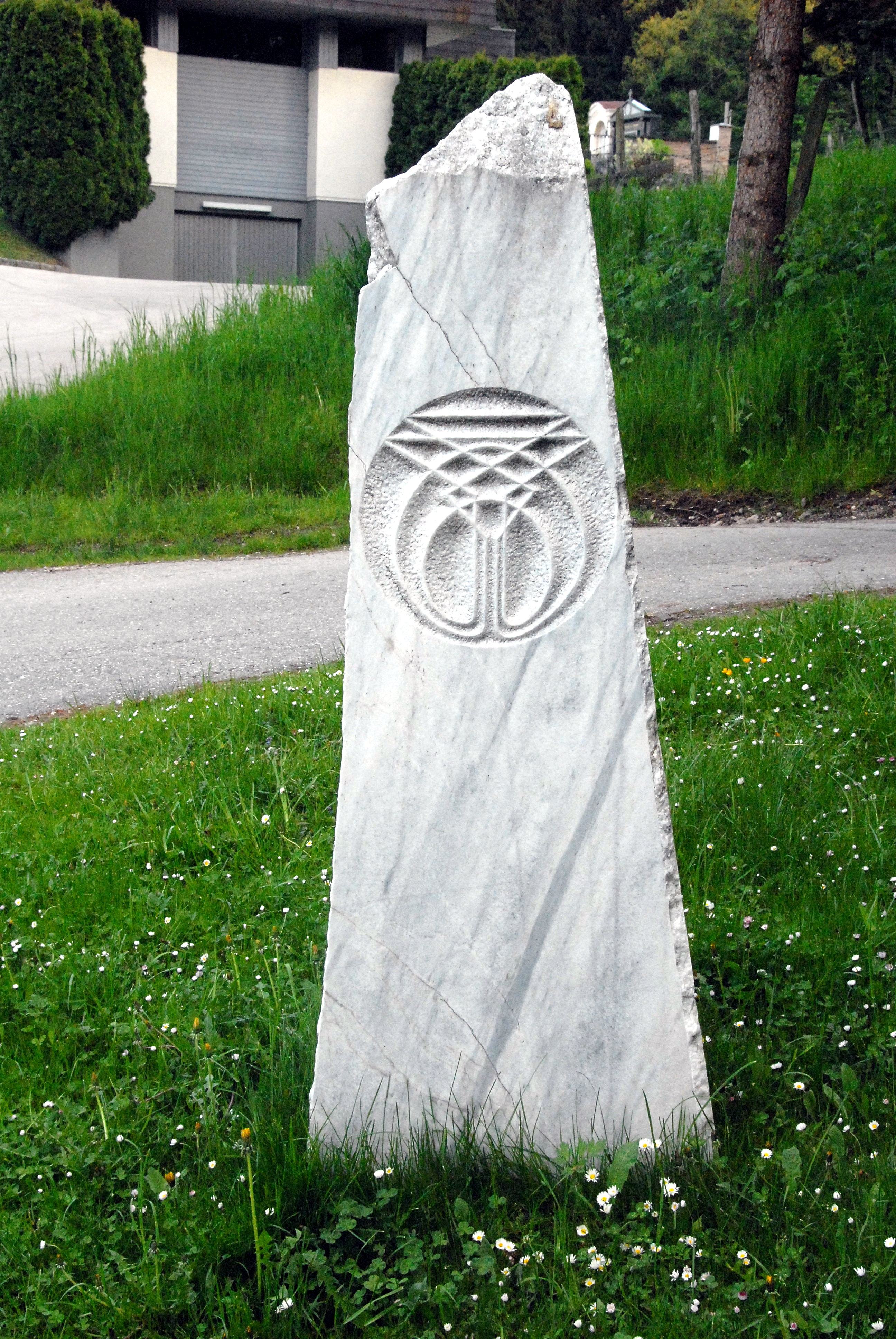
Lithopuncture portant un Cosmogramme à Saint Paul

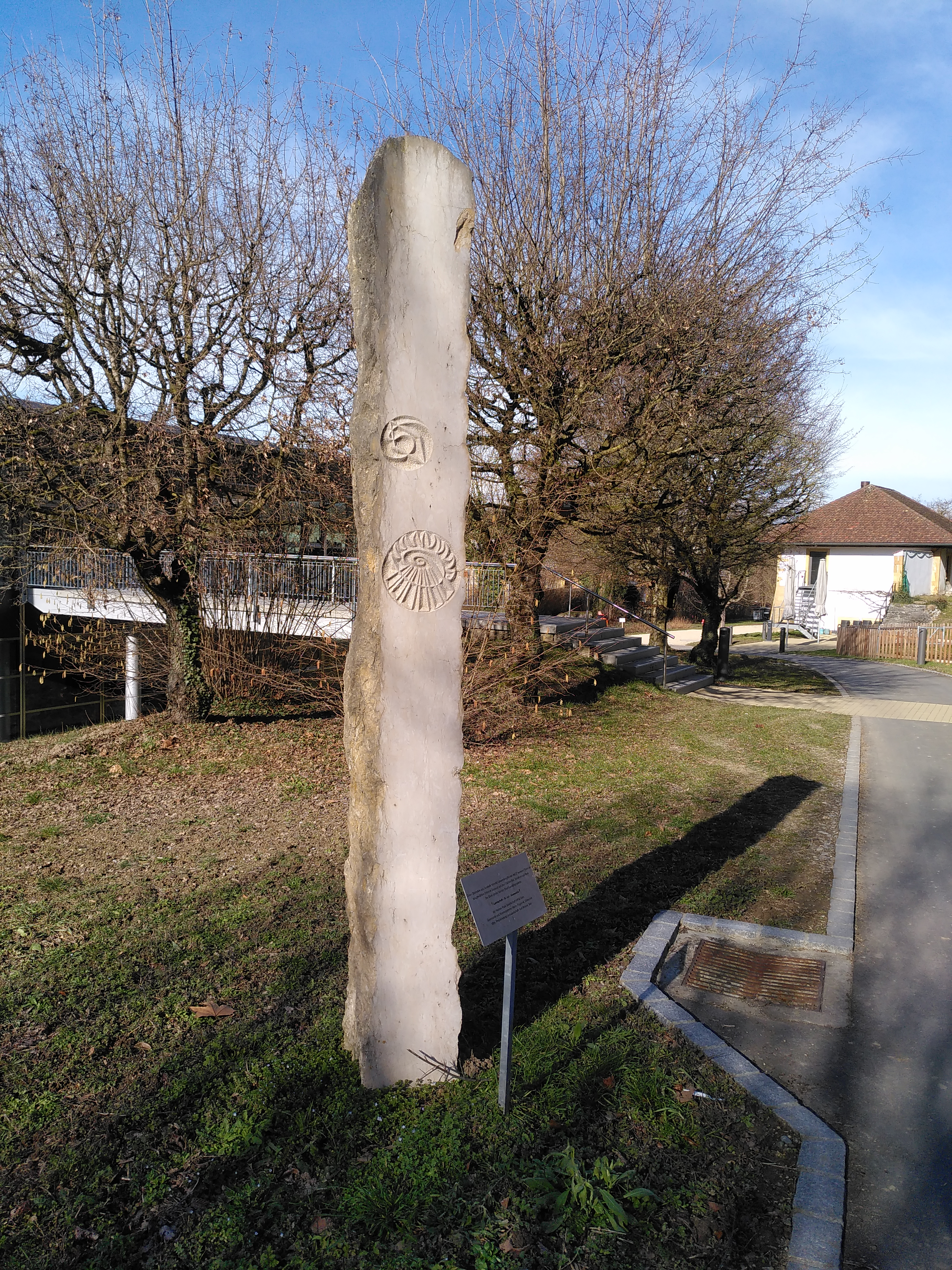
Sculpture géomancie et cosmogramme de Marko Pogačnik à Montilier-Löwenberg (près de Morat, Suisse). Stèle en calcaire du Jura.

Marko Pogačnik, né le 11 août 1944 à Kranj en Slovénie, est un sculpteur slovène, artiste de Land-Art, géomancien et écrivain.

## Biographie
Pogačnik a étudié la sculpture à l'Académie des beaux-arts de Ljubljana, dont il fut diplômé en 1967. De 1965 à 1971, il œuvra en tant que membre du groupement international d'artistes OHO, actif dans le domaine de l'art conceptuel et du Land-Art. En 1971, il fonda, avec sa famille et des amis, une communauté de vie d'artistes, la « Sempas-Familie » à Sempas, en Slovénie, qui exista jusqu'en 1979. Vers le milieu des années 1980, il développa ce qu'il appela la « Lithopuncture », que l'on peut considérer comme une forme d'acupuncture pour la Terre, visant à soigner et rééquilibrer les lieux et les paysages. Depuis, il a mené de très nombreux projets de soins guérissants pour des paysages urbains ou naturels. Ainsi par exemple dans le Schlosspark Türnich, près de Cappenberg et également le sentier géomantique de Bad Blumau en Styrie. Il réalisa aussi beaucoup d'autres projets de lithopuncture dont un le long de la frontière entre l'Irlande du Nord et la république d'Irlande près de Londonderry, ainsi qu'à Salzbourg, entre autres.
En 1991, la Slovénie lui confia le soin de créer et dessiner son drapeau national.

## Distinctions
En 1991, Marko Pogačnik se vit décerner le Prešeren Fund Award pour son œuvre. En 2008, il reçut le Jakopič Award, prix des beaux arts de la Slovénie centrale. Il fut nommé par deux fois pour le Right Livelihood Award.

## Expositions
- Expositions dans le cadre d'OHO
  - 1970 : Musée d'Art Moderne, New York
  - 1971 : Biennale de Paris
- Expositions de la Sempas-Familie
  - 1977 : Trigon, Graz
  - 1978 : Biennale de Venise

## Œuvre écrite
Il est l'auteur de nombreux ouvrages traduits en allemand et en anglais principalement, mais aussi en français.
- Die Erde Heilen. 1989.
- Un espoir pour notre terre. 1991
- Die Landschaft der Göttin. 1993.
- Elementarwesen. 1995.
- Schule der Geomantie. 1996.
- Wege der Erdheilung. 1997.
- Geheimnis Venedig – Modell einer vollkommenen Stadt. 1997.
- Erdsysteme und Christuskraft. 1998.
- Die heilige Landschaft – am Beispiel Istrien. 1999.
- Brasilien, ein Pfad zum Paradies 1999.
- Die Erde wandelt sich. 2000.
- Die Tochter der Erde. 2002.
- Erdwandlung als persönliche Herausforderung. 2003.
- Das Herz so weit – zu den Wurzeln des Friedens in Palästina und Israel. 2004.
- Liebeserklaerung an die Erde. Ein weltumspannender Steinkreis für die Kraft des Wandels. AT Verlag, Baden/München 2007,  (ISBN 978-3-03800-342-7).
- Das geheime Leben der Erde: Neue Schule der Geomantie – mit Lara Mallien. 2008.
- Le langage des cosmogrammes. Triades, 2016,  (ISBN 978-2-85248-393-4).
- Rencontre avec les êtres élémentaires. Mouvement de Culture Biodynamique.
- Déclaration d'amour à la terre, Triades, 2008.
- Géographie sacrée, Aethera/Triades, 2012.
- Paris, entre visible et invisible, Aethera/Triades, 2012.